# Zuid-Moluks voetbalelftal (mannen)
Het Moluks voetbalelftal is een team van voetballers dat de Molukkers vertegenwoordigt bij vriendschappelijke -, benefiet- of internationale wedstrijden. Dit elftal bestaat voornamelijk uit Molukkers in Nederland en is geen lid van de FIFA en de AFC en is dus uitgesloten van deelname aan het WK en de Azië Cup.
In haar historie heeft de Molukse selectie onder verschillende namen internationale wedstrijden gespeeld buiten de wereldvoetbalbond om. Als het elftal niet de bevolkingsgroep, maar een politieke situatie of de geclaimde Republiek der Zuid-Molukken vertegenwoordigt, wordt het elftal ook wel Zuid-Moluks voetbalelftal genoemd.

## Geschiedenis

### De beginjaren
Hoewel bij de soevereiniteitsoverdracht bedongen was dat de Verenigde Staten van Indonesië in 1949 een federale structuur zou krijgen met verschillende deelstaten, veranderde het land onder leiding van Soekarno in 1950 al snel in een eenheidsstaat. In reactie op de pogingen tot centralisatie door de regering in Jakarta, werd het initiatief genomen om de Zuid-Molukken uit de federatie te laten treden en werd op 25 april 1950 op de Molukse eilanden de Republik Maluku Selatan (Republiek der Zuid-Molukken – RMS) uitgeroepen.
Als gevolg van inadequaat optreden van de Nederlandse overheid en de grote politieke en militaire spanningen tussen de RMS-regering en Indonesië, kwamen veel Zuid-Molukkers (aanvankelijk tijdelijk) over naar Nederland en werd politiek asiel gegeven aan RMS-leiders die Indonesië ontvlucht waren. Men ging ervan uit dat ze slechts tijdelijk in Nederland zouden zijn en daarom hield men ze doelbewust buiten de Nederlandse samenleving. De Molukkers leefden samen in kampen, en later in speciale Molukkerswijken en waar de Molukkers ook hun eigen (sport)verenigingen hebben. De Molukkers wonen vanaf dan in Nederland, maar beschouwden de Molukken als hun thuis en de RMS als hun ideaal.
De eerste bronnen die een ,,Zuid-Moluks elftal" vermelden dateren uit 1958, waarin Molukse voetballers in Nederland werden opgeroepen ten gelegenheid van de achtjarige proclamatie van de Republiek der Zuid-Molukken. Vanaf 1971 zijn er met meer regelmaat bronnen waarin er gesproken werd over het Zuid-Moluks elftal.
De Molukse gemeenschap was op voetbalgebied goed georganiseerd met eigen voetbalclubs, met een eigen commissie in de KNVB en met eigen toernooien, waaronder de Soumokil-beker, waar de Molukse clubs in Nederland jaarlijks in de jaren ’70 en ’80 met veel fanatisme om streden. De beste Molukse spelers werden al vanaf de jaren 1950 opgemerkt en geselecteerd voor het representatieve (Zuid-)Moluks voetbalelftal dat voornamelijk vriendschappelijke en benefietwedstrijden speelde tegen Nederlandse voetbalclubs en dit wordt sindsdien in de volgende decennia's voortgezet.

### Voetbaltournee door Indonesië

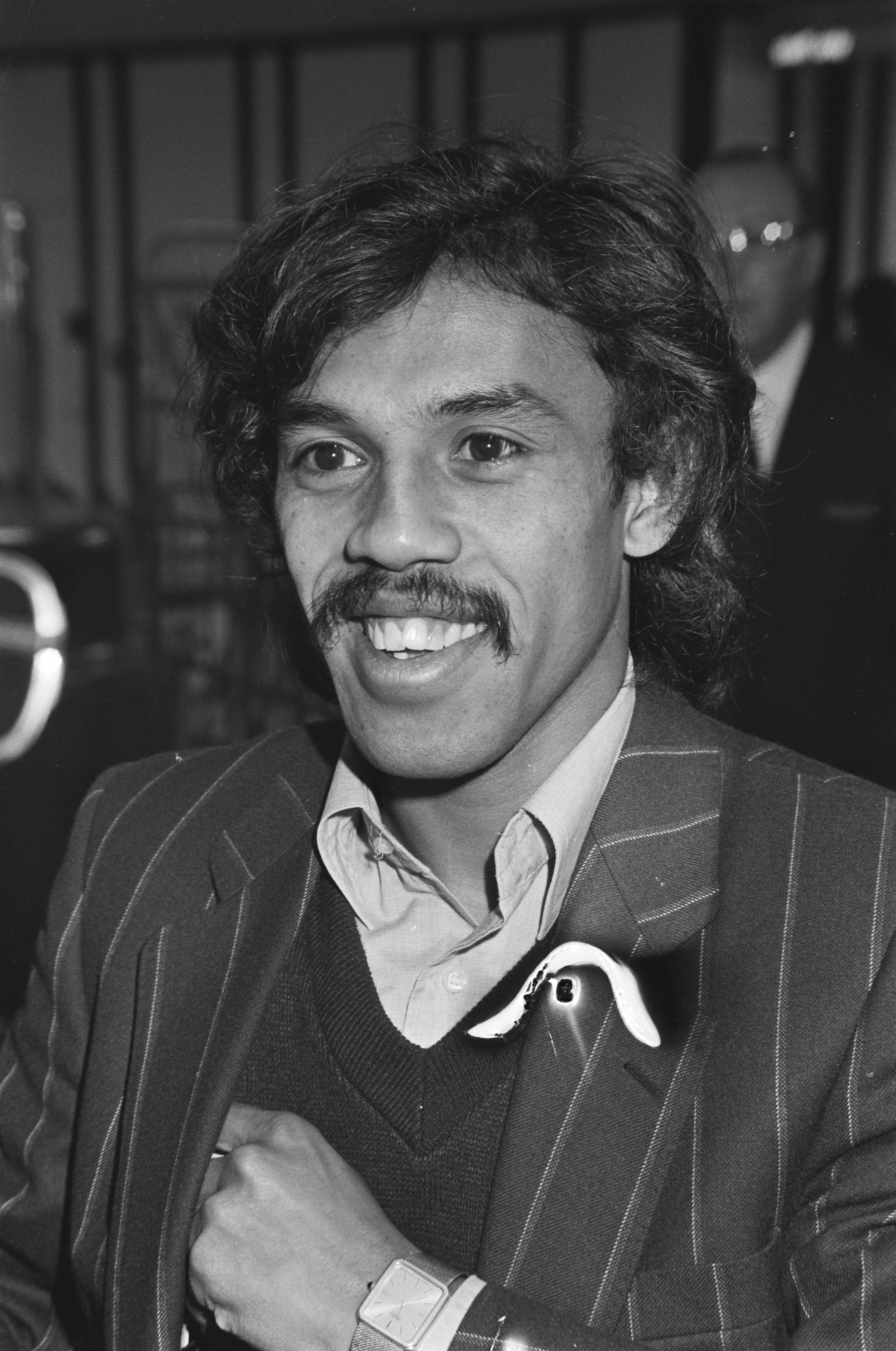
Simon Tahamata geldt als emblematisch sleutelpersoon van het Moluks voetbalelftal, daar hij zowel als voetballer en als trainer actief was.

In maart 1980 waren er op initiatief van de Indonesische ambassade plannen om een Zuid-Moluks elftal te formeren en een voetbaltournee te maken op Ambon. In aanloop van de geplande trip werden oefenwedstrijden gespeeld. De Zuid-Molukse organisaties in Nederland en Indonesië maakten er echter bezwaar tegen, omdat zij niet wilden dat een vertegenwoordigend Moluks voetbalelftal zou meewerken aan een politieke propaganda van de bezetter Indonesië en het autoritaire regime van Soeharto. Ook was er in Indonesië bezwaar tegen de aanwezigheid van spelers die nadrukkelijk de RMS-idealen onderschrijven en niet schromen ze uit te dragen. Hoewel uitdrukkelijk werd uitgesproken dat het geen politieke reis was, maar een sporttournee, werd om veiligheidsredenen de trip afgeblazen.
Op initiatief van KNVB-functionaris J.F. Limahelu en met de hulp van sponsors, het Ministerie van Welzijn, Volksgezondheid en Cultuur en de Koninklijke Nederlandse Voetbalbond, kon het Moluks voetbalelftal alsnog tussen 24 mei tot 10 juni 1988 naar Indonesië om er een zestal vriendschappelijke wedstrijden te spelen. De Molukse selectie stond onder leiding van de voetbaltrainer Dick Buitelaar met Bert Pentury als assistent-coach en kende een behoorlijke selectie met profspelers als Bart Latuheru, Jos Luhukay, Ton Pattinama, Jerry Taihuttu, Izac Nunumete, Frans Matenhoru en Marco Waslander, aangevuld met Molukse spelers die uitkomen op het hoogste niveau van het amateurvoetbal, zoals Jack Manuputty (Rijnsburgse Boys). De vedette van het team was Simon Tahamata, die tevens benoemd werd als aanvoerder. De Indonesische regering was niet gelukkig met de plannen en accepteerde de komst van dit team op voorwaarde dat de selectie voor de helft uit Nederlanders zou bestaan en zich niet zou voordoen als Molukse selectie, maar zou spelen onder de naam Tunas Muda.
Het Moluks elftal speelde tegen PSA Ambon (Ambon, 4–1 winst), een combinatieteam bestaande uit PSM Ujung Pandang en Makassar Utama (Ujung Pandang; 0–0 gelijkspel), Persebaya Surabaya (Surabaya; 1–0 winst), PSIM Yogyakarta (Yogyakarta; 4-0 winst) en Persib Bandung (Bandung; 1-0 winst) en genoot veel belangstelling.
De slotwedstrijd werd op 7 juni 1988 in Jakarta tegen het Indonesisch voetbalelftal voor 15.000 toeschouwers gespeeld in het Senayan Stadion. Na een felle strijd werd er met 0–0 gelijkgespeeld.

### Tunas Muda-voetbaltoernooi
Vanaf 1990 werd het Tunas Muda-voetbaltoernooi georganiseerd, dat na de harde Molukse acties van de decennia daarvoor (zoals de treinkapingen bij Wijster en De Punt, de gijzelingen in het provinciehuis te Assen en van schoolklassen in Bovensmilde en het plan om koningin Juliana te gijzelen) waarin zowel de Nederlandse als de Molukse gemeenschap emotioneel diep geraakt was, moest leiden tot verbroedering tussen de Nederlandse en de Molukse gemeenschap. In het kader van dit toernooi, speelde het Moluks elftal op 12 augustus 1990 een wedstrijd tegen het Nederlands amateurvoetbalelftal. Nederland won met 3–1. De Molukken behaalden de tweede plaats op het toernooi.
Het Moluks elftal stond in 1993 onder leiding van Bert Pentury en speelde op 3 juni om het derde Tunas Muda-toernooi en op 12 juni tegen het Zeeuws voetbalelftal (4-2 verlies). De Molukse doelpunten kwamen van Hanky Leatemia en Ton Pattinama.

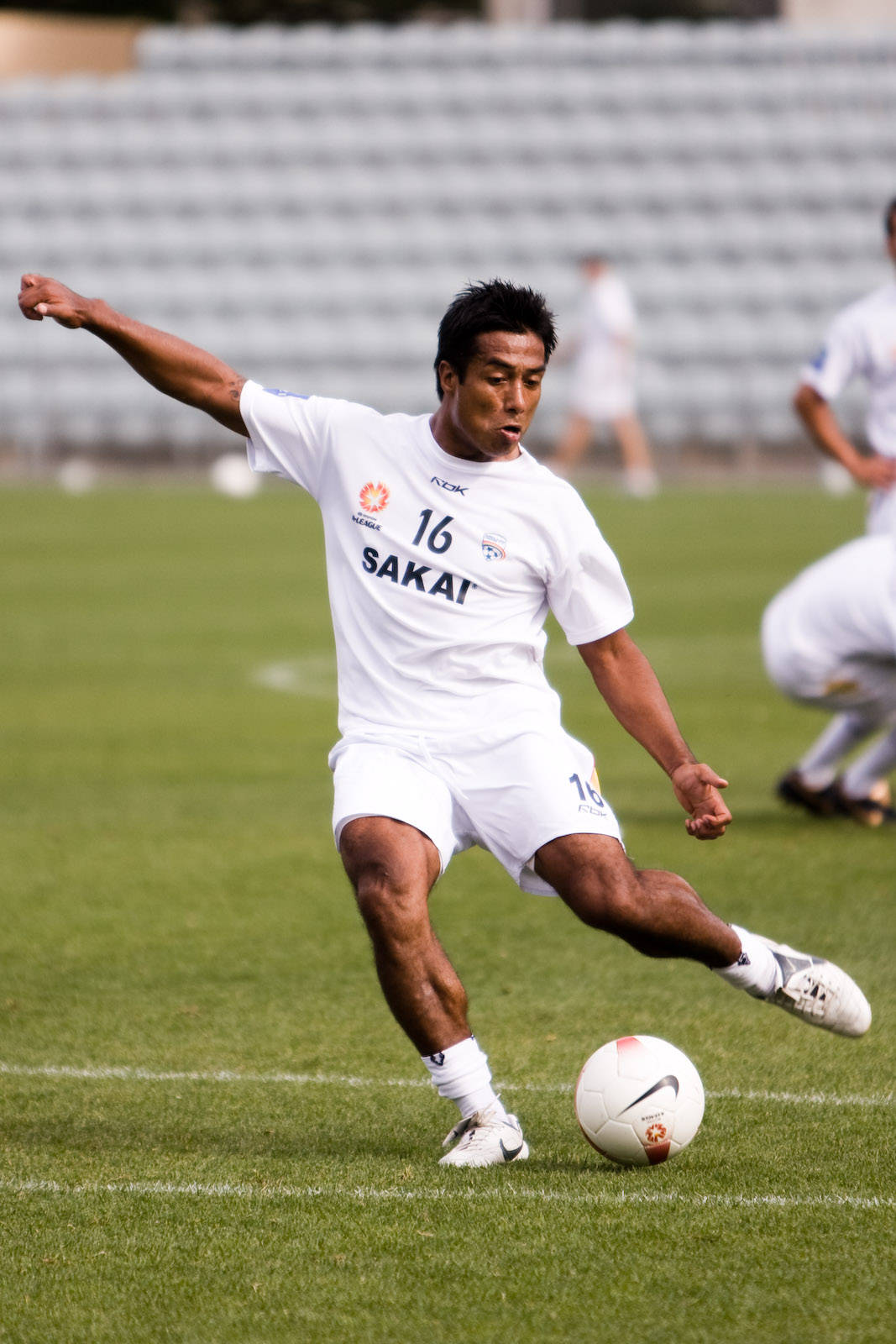
Bobby Petta, een van de smaakmakers van het Moluks elftal in de jaren 1990.

Op 29 mei 1994 speelde het Moluks elftal wederom tegen het Nederlands amateurelftal, dat onder leiding stond van bondscoach Ron Groenewoud. Binnen twintig minuten stond het Moluks elftal, dankzij fraai uitgespeelde doelpunten van Omar Tahya (AFC Ajax Amateurs), Simon Tahamata (Germinal Beveren) en Bobby Petta (Feyenoord). Marinus Dijkhuizen wist nog een doelpunt te maken voor Nederland, maar doordat Tahya en Petta ook nog een keer scoorden in de tweede helft, wonnen de Molukkers met 5–1 van de Nederlandse nationale amateurselectie. Door eveneens te winnen van FC Emmen, won het Moluks elftal de vierde editie van het toernooi.
Spelers die uitkomen op het toernooi van 1995 zijn onder andere Bart Latuheru, Giovanni van Bronckhorst, Marc Latupeirissa, Ignacio Tuhuteru, Oni Louhenapessy, Hanky Leatemia.

### UNPO-beker
Tijdens het toernooi om de UNPO-beker in 2005, werd dit elftal Zuid-Moluks voetbalelftal genoemd omdat binnen de Organisatie van Niet-Vertegenwoordigde Naties en Volkeren (UNPO) de afgevaardigden van de Regering in ballingschap van de Republiek der Zuid-Molukken zetelen en zij een Moluks elftal afvaardigden voor dit toernooi. De spelers werden gerekruteerd uit de Zuid-Molukse gemeenschap in Metropoolregio Rotterdam Den Haag, waaronder Izaak Pattiwael (XerxesDZB), Danilo Tentua (BVV Barendrecht) en Willem Hattu (VV Brielle).
Het team speelde ten minste twee internationale wedstrijden, beide op 23 juni 2005. Het team nam deel aan de eerste editie van het toernooi om de UNPO-beker en wist deze te winnen. De eerste wedstrijd, de halve finale, won het met 1–1 en strafschoppen van West-Papoea en in de finale met 3–1 van Tsjetsjenië.

## Benefietwedstrijden
In de jaren 1950 bestond er een Moluks elftal, dat vriendschappelijke wedstrijden speelde tegen Nederlandse voetbalclubs. In 1952 speelden zij tegen VV Amsvorde en Hollandia Victoria Combinatie, met onder meer betaald voetballer Jozef Siahaya in haar gelederen. In 1953 speelden de Molukkers tegen VV BNC en verliest krap met 5–3. In 1954 speelden de Molukkers tegen WVV 1896.
In de beginjaren 1990 werd er ook gespeeld, met Simon Tahamata als de grote sterspeler.
Op 11 juni 1983 speelt de Zuid-Molukse nationale ploeg in Middelburg een wedstrijd speelt tegen VC Vlissingen in het kader van het vijfentwintigjarig bestaansfeest van Jong Ambon.
Bert Pentury coach het Molukse elftal. In de ploeg van de Zuid Molukken spelen naast Tahamata ook Tonnie Pattinama (Excelsior), Johnny Taihuttu (VVV), Joop Titelay (Fortuna SC).
Op 28 mei 1992 speelde het Moluks elftal een benefietwedstrijd tegen het Zeeuws elftal, dat onder meer aantrad met Gérard en Dennis de Nooijer, Jan Poortvliet, Van Oeveren, Remco van Keeken en Adrie Koster.
Op 17 mei 1996 speelde het Moluks elftal een wedstrijd tegen de Belgische profclub Germinal Ekeren. De georganiseerde afscheidswedstrijd van Tahamata werd met 3–2 verloren.
In 2001 vindt er een golf van terreur plaats op de Molukken waardoor er in Nederland een benefietwedstrijd wordt georganiseerd. Onder anderen Van Bronckhorst en Landzaat maken onderdeel uit van dit benefiet-initiatief.
In mei 2003 en april 2006 werden benefietwedstrijden gespeeld tegen Fortuna Sittard, maar beiden gingen met respectievelijk 7–3 en 4–0 verloren.
 Onder andere William Burnama (Alphense Boys) speelde in dit team.
Het Moluks elftal speelde ook benefietwedstrijden. Op 13 december 2005 speelde het team, onder leiding van coach Simon Tahamata, tegen sc Cambuur. Onder meer Sonny Silooy speelde mee.
Op 19 augustus 2009 speelt het Moluks elftal tegen profclub SC Veendam. Deze benefietwedstrijd aan de Langeleegte werd met 6–1 verloren. In het Molukse team deden onder meer Gersom Klok, Marinco Hiariej en Ashwin Manuhutu, Lucien Sahetapy (VV Roden) en Edinho Pattinama mee.
Op 30 november 2010 speelden de Molukkers tegen de algemeen Nederlands amateurkampioen de VV IJsselmeervogels. Rond de wedstrijd werd geld gezameld voor de vergeten weeskinderen en gehandicapten op de Molukken. Ton Pattinama was de coach en onder meer de spelers Jordão Pattinama, Edinho Pattinama, Josimar Pattinama (SV Hoek), Bas Rijkeboer, Martin Waisapy (beiden SV Jong Ambon) en Denny Landzaat (FC Twente) maakten uit van de selectie.
In februari 2011 speelt het Moluks elftal een wedstrijd tegen FC Zwolle. Ton Pattinama was wederom de coach. Onder meer Jemayel Maruanaja van RKSV Groene Ster werd opgeroepen.
Op 17 april 2015 speelde in Breda een All-Stars team van het Moluks elftal een benefietwedstrijd tegen oud-spelers van NAC Breda. Bij de Molukkers draafden onder meer Simon Tahamata, Bart Latuheru, Giovanni van Bronckhorst en Denny Landzaat op.

## Internationale wedstrijden
| Datum            | Locatie                                       | Tegenstander         | Uitslag     | Doelpunten                                                                                                   | Bijzonderheden                    |
| ---------------- | --------------------------------------------- | -------------------- | ----------- | --- | --------------------------------- |
| 7 juni 1988      | Senayan Stadion, Jakarta, Indonesië           | Indonesië            | 0 – 0       | – | –                                 |
| 12 augustus 1990 | Terrein DCV, Krimpen aan de IJssel, Nederland | Nederland (amateurs) | 1 – 3       | Pieter van Leenders 0-1, Pascal de Bruijn 0-2, John de Letter 0-3 John Taihuttu 1-3                          | Vriendschappelijk (Tunas Muda I)  |
| 29 mei 1994      | Assen, Nederland                              | Nederland (amateurs) | 5 – 1       | Omar Tahya 0-1, Simon Tahamata 0-2, Bobby Petta 0-3 Marinus Dijkhuizen 1-3, Omar Tahije 1-4, Bobby Petta 1-5 | Vriendschappelijk (Tunas Muda IV) |
| 23 juni 2005     | Sportpark De Verademing, Den Haag, Nederland  | West-Papoea          | 1 – 1 (wns) | Onbekend | UNPO-beker 2005                   |
| 23 juni 2005     | Sportpark De Verademing, Den Haag, Nederland  | Tsjetsjenië          | 3 – 1       | Onbekend | UNPO-beker 2005                   |

## Bekende (oud-)spelers

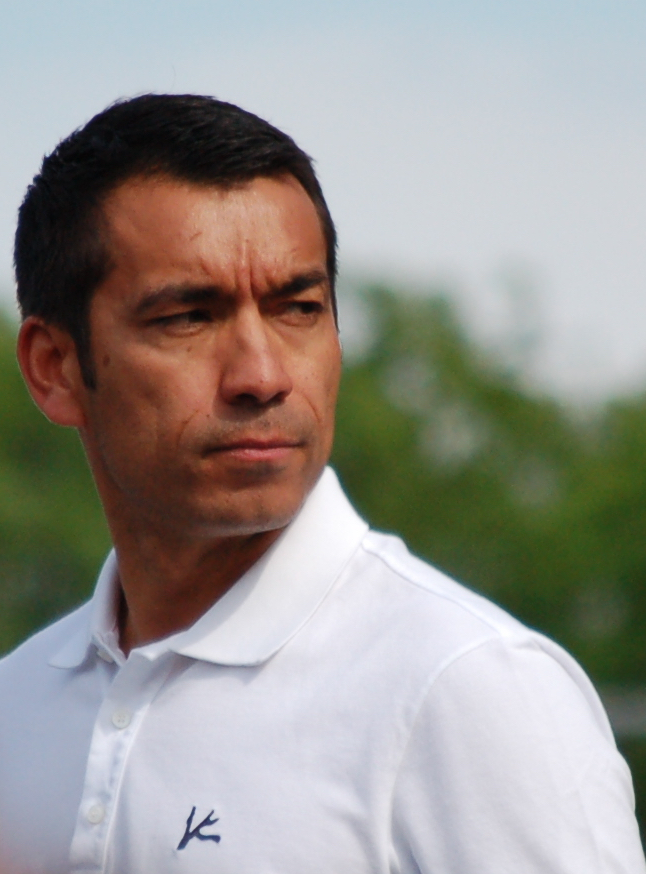
De wereldbekende voetballer Giovanni van Bronckhorst speelde meerdere malen mee bij het Moluks elftal.

| - Tonnie Cusell - Ferdinand Katipana - Gersom Klok - Denny Landzaat - Bart Latuheru - Hanky Leatemia - Jeffrey Leiwakabessy - Jos Luhukay - Frans Matenhoru - Elzo Noya - Izac Nunumete - Edinho Pattinama | - Jordão Pattinama - Ton Pattinama - Bobby Petta - Lucien Sahetapy - Jozef Siahaya - Sonny Silooy - Simon Tahamata - Jerry Taihuttu - Ignacio Tuhuteru - Giovanni van Bronckhorst - Marco Waslander |